# Армавір (Росія)
Армаві́р — місто крайового підпорядкування у Краснодарському краї, Росія.

## Географія
Місто розташоване на лівому березі Кубані, при виході її з північних передгір'їв Великого Кавказу, у місці впадання в неї притоки Уруп, за 202 км на південний схід від Краснодару. Важливий транспортний вузол. Незабаром буде добудовано нова РЛС (потужніша за Габалінську РЛС в Азербайджані), що доповнить силову присутність в місті.
На 2005 рік населення міста було 191 700 осіб.

## Історія
Корінним народом на території сучасного Армавіра були абазини, пізніше тут також оселилися тюркомовні татари з Кримського ханства. Армавір також є частиною історичної землі черкесів — предків адигейців, кабардинців та інших. Внаслідок російсько-кавказької війни залишки абазинського народу були змушені емігрувати з нових територій Південної Росії до Османської імперії.
На початку XIX сторіччя завершилася поступова ісламізація адигів, й за умов бойових дій на Кавказі, становище християн-вірменів у цих аулах стала критичною. Тож на територію сучасного Армавіра, за наказом генерала Григорія фон Засса, майором Венеровським під прикриттям солдатів Тенгінського піхотного полку переселені 800 вірменських сімей з черкеських аулів, і в 1839 році на березі Кубані, напроти російської фортеці Прочний Окоп (Фортштадт), черкесогаями (етнічна група вірмен) було засноване поселення під назвою Вірменський аул. Під теперішньою назвою поселення відоме з 1848 року, коли його, завдяки вірмено-григоріанському священнику Петросу Патканяну, назвали на честь Армавіра, однієї з історичних столиць стародавньої Вірменії.
У 1875 році через Армавір прокладають Владикавказьку залізницю, наступного року аул набув статусу села. Наприкінці XIX — на початку XX ст. місто було адміністративним центром Лабинського (або Армавірського) відділу Кубанської області (існувала в 1860—1921 роках). У 1908 році розпочато будівництво Армавір-Туапсинської залізниці. У 1914 році село набуло статусу міста.
Під час громадянської війни в Росії 1918—1920 рр. поблизу міста відбулася низка жорстоких боїв. У 1918 році в Армавірі завершився військовий похід Таманської армії, радянська влада була встановлена в Армавірі в березні 1920 року. 
Під час Другої світової війни місто було окуповане німецькою армією. Окуповане Червоною армією в січні 1943 року.
З 1996 року Армавір — муніципальне утворення, місто крайового підпорядкування.

## Транспорт
- Важливий залізничний вузол: станції Армавір-Ростовський і Армавір-Туапсинський Північно-Кавказької залізниці — 164 тис. вагонів на рік.
- Федеральна автомобільна дорога М29 «Кавказ» з добовим транзитом 15 тис. автомобілів.
- Довжина доріг — 270 км
- До провідних аеропортів регіону:
  - Кавказькі Мінеральні Води — 180 км;
  - Краснодар — 220 км.
- У найближчій перспективі будівництво летовища і організація авіаційних перевезень за спільного використання взльотно-посадочної смуги «Армавір».
- До морських портів у містах Новоросійськ і Туапсе — 350 км.

Армавірський тролейбус
 Тролейбусний рух в Армавірі відкрито в 1973 року. На лютий 2007 у місті експлуатуються 44 тролейбуса на п'яти маршрутах.

## Економіка
- Харчова промисловість: молочний комбінат, жироолійний комбінат, кондитерська фабрика «Армавірська» тощо
- Машинобудування і металообробка (електротехнічний завод)
- Хімічна і нафтохімічна промисловість
- Легка промисловість

## Спорт
- 50 громадських федерацій з різних видів спорту.
- 7 спортивних шкіл, з них 4 школи Олімпійського резерву, вихованці яких — чемпіони світу, Європи, Олімпійських ігор (Л. О. Чернова, О. В. Ляпіна[ru],  А. Ю. Маркарьян[ru] та інші).
- 172 спортивних споруди, 3 басейни, 2 льодові ковзанки (крита і відкрита).
- Стадіон «Юність», місткістю 6178 глядачів.
- 59 тисяч людей систематично займаються спортом.
- Футбольний клуб «Армавір»[ru].
- Армавірський клуб єдиноборств

## Уродженці
- Айвазов Григорій Калустович (1904—1998) — радянський військовик, учасник Другої світової війни, почесний громадянин Бердичева.
- Трехлєбов Олексій Васильович (1957) — російський письменник-неоязичник. Осавул Кубанського козацького війська.